# Аппер-Гвінедд Тауншип (округ Монтгомері, Пенсільванія)
Аппер-Гвінедд Тауншип (англ. Upper Gwynedd Township) — селище (англ. township) в США, в окрузі Монтгомері штату Пенсільванія. Населення — 17 072 особи (2020).

## Демографія
Згідно з переписом 2010 року, у селищі мешкали 15 552 особи в 6237 домогосподарствах у складі 4402 родин. Було 6487 помешкань
Расовий склад населення:
| - 81,1 % — білих - 12,3 % — азіатів - 4,2 % — чорних або афроамериканців |

До двох чи більше рас належало 1,5 %. Частка іспаномовних становила 2,2 % від усіх жителів.
За віковим діапазоном населення розподілялося таким чином: 19,7 % — особи молодші 18 років, 62,0 % — особи у віці 18—64 років, 18,3 % — особи у віці 65 років та старші. Медіана віку мешканця становила 44,6 року. На 100 осіб жіночої статі у селищі припадало 90,1 чоловіків;  на 100 жінок у віці від 18 років та старших — 87,1 чоловіків також старших 18 років.
Середній дохід на одне домашнє господарство  становив 111 447 доларів США (медіана — 86 064), а середній дохід на одну сім'ю — 129 390 доларів (медіана — 101 632). Медіана доходів становила 80 321 долар для чоловіків та 57 455 доларів для жінок. За межею бідності перебувало 3,6 % осіб, у тому числі 2,3 % дітей у віці до 18 років та 4,7 % осіб у віці 65 років та старших.
Цивільне працевлаштоване населення становило 7922 особи. Основні галузі зайнятості: освіта, охорона здоров'я та соціальна допомога — 21,9 %, науковці, спеціалісти, менеджери — 17,5 %, виробництво — 16,2 %.